# Joe Satriani (EP)
Joe Satriani es el primer EP del guitarrista estadounidense Joe Satriani lanzado en 1984 cuando era profesor de música en Berkley, California. Fue crucial para lograr un contrato discográfico con Relativity Records.

## Lista de canciones
1. "Talk to Me" – 3:30
2. "Dreaming Number Eleven" – 3:40
3. "Banana Mango" – 2:42
4. "I Am Become Death" – 3:54
5. "Saying Good-Bye" – 2:52

- Datos: Q301157